# (200389) 2000 QH252
(200389) 2000 QH252 es un asteroide perteneciente al cinturón de asteroides descubierto el 28 de agosto de 2000 por el equipo del Lincoln Near-Earth Asteroid Research desde el Laboratorio Lincoln, Socorro, Nuevo México, Estados Unidos.

## Designación y nombre
Designado provisionalmente como 2000 QH252.

## Características orbitales
2000 QH252 está situado a una distancia media del Sol de 2,413 ua, pudiendo alejarse hasta 2,938 ua y acercarse hasta 1,888 ua. Su excentricidad es 0,217 y la inclinación orbital 10,14 grados. Emplea 1369,73 días en completar una órbita alrededor del Sol.

## Características físicas
La magnitud absoluta de 2000 QH252 es 16,2. 